# 31462 Brchnelova
31462 Brchnelova è un asteroide della fascia principale. Scoperto nel 1999, presenta un'orbita caratterizzata da un semiasse maggiore pari a 2,2275221 UA e da un'eccentricità di 0,0787479, inclinata di 3,45349° rispetto all'eclittica.